# Paul Uterhart
Ludwig Christian Heinrich Paul Uterhart, auch Paul Ludwig Christian Heinrich Uterhart (* 3. Januar 1823 in Parchim; † 14. September 1874 in Rostock) war ein deutscher Jurist und Politiker.

## Leben
Paul Uterhart war ein jüngerer Sohn des Medizinalrates Carl Uterhart und der Parchimer Zinngießer- und Senatorentochter Christine (Maria Elisabeth), geb. Hoffmann (1796–1825). Er besuchte das Friedrich-Franz-Gymnasium Parchim und bestand zu Michaelis 1842 das Abitur. Danach studierte Paul Uterhart Rechtswissenschaften an den Universitäten Heidelberg, Berlin und Rostock.
Nach seinem Examen war er ab 1850 in Rostock als Rechtsanwalt tätig, wo er im Juli 1850 das Bürgerrecht erhielt. Anfang Mai 1853 wurde er verhaftet und im sogenannten Rostocker Hochverratsprozess unter anderem mit Julius und Moritz Wiggers, Karl Türk und Christian Wilbrandt angeklagt. Seine Untersuchungs- und Strafhaft verbrachte er im Gefängnis Bützow-Dreibergen. Am 26. Mai 1857 erließ der Großherzog ihm und den meisten anderen im Hochverratsprozess Verurteilten (mit Ausnahme von Moritz Wiggers und Friedrich Dornblüth, die noch bis Oktober 1857 in Haft blieben) aus Anlass der Einweihung des Schweriner Schlosses den Rest der Strafe, und er kam frei.
Uterhart kehrte nach seiner Begnadigung nach Rostock zurück und war wieder als Rechtsanwalt tätig. In Rostock wählten ihn Rat und Bürgerschaft am 8. Mai 1861 zum Rechtsgelehrten Senator. Nachdem ihm aufgrund seiner politischen Vergangenheit vom großherzoglichen Ministerium die beabsichtigte Leitung des Polizeiamtes verweigert wurde, übernahm er die Leitung des Städtischen Gerichts und ging 1864 als Deputierter ans städtische Obergericht. Zugleich war Uterhart von 1865 bis 1872 Direktor des Rostocker Distrikts. Nebenbei war er auch am Kriminalgericht und am Ehegericht tätig.
1874 starb er an den Folgen einer Typhuserkrankung.